# Unkel
Unkel è una città di 4 975 abitanti della Renania-Palatinato, in Germania.
Appartiene al circondario (Landkreis) di Neuwied (targa NR) ed è capoluogo della comunità amministrativa (Verbandsgemeinde) omonima.